# Prozor

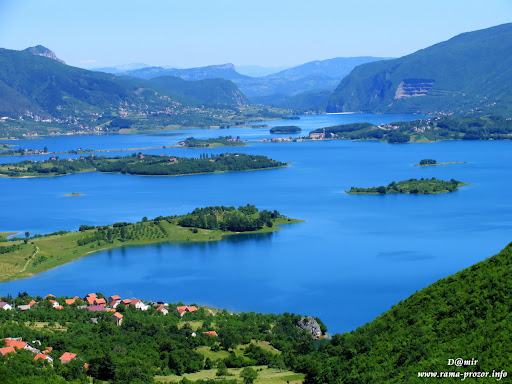
Ramské jezero

Prozor (srbsky Прозор) nebo též Prozor-Rama (srbsky Прозор-Рама) je město a správní středisko opčiny Prozor-Rama v Bosně a Hercegovině v Hercegovsko-neretvanském kantonu. Nachází se asi 108 km západně od Sarajeva. V roce 2013 žilo v Prozoru 3 858 obyvatel, v celé opčině Prozor-Rama pak 16 297 obyvatel.
Součástí opčiny je celkem 52 trvale obydlených vesnic. Největším sídlem opčiny je město Prozor, dalšími většími sídly jsou vesnice Rumboci a Gmići.
- Blace 90
- Borovnica 256
- Dobroša 98
- Donja Vast 212
- Donji Krančići 52
- Donji Višnjani 12
- Družinovići 160
- Duge 235
- Gmići 1 034
- Gorica 68
- Gornji Krančići 97
- Gračac 488
- Gračanica 89
- Grevići 77
- Heljdovi 45
- Here 129
- Hudutsko 42
- Jaklići 689
- Klek 86
- Kovačevo Polje 119
- Kozo 54
- Kućani 86
- Kute 214
- Lapsunj 153
- Lizoperci 111
- Lug 588
- Ljubunci 246
- Maglice 26
- Meopotočje 34
- Mluša 175
- Ometala 431
- Orašac 477
- Paljike 206
- Parcani 17
- Paroš 5
- Ploča 319
- Podbor 547
- Proslap 178
- Prozor 3 858
- Ravnica 21
- Ripci 546
- Rumboci 1 721
- Skrobućani 156
- Šćipe 210
- Šćit 214
- Šlimac 90
- Tošćanica 132
- Trišćani 37
- Ustirama 489
- Uzdol 331
- Varvara 484
- Zahum 59

Nacházely se zde též zaniklé vesnice Gornji Višnjani, Ivanci, Pajići a Šerovina.